# Muhammad Nayib ar-Ruba'i
Muhammad Nayib ar-Ruba'i (en árabe: محمد نجيب الربيعي‎) (también deletreado Al-Rubai) (Bagdad, 1904- Bagdad, 1965) fue un político y militar iraquí que desempeñó el cargo de Presidente de Irak (Presidente del consejo de la soberanía) del 14 de julio de 1958 al 8 de febrero de 1963, tras el derrocamiento de la monarquía
junto con Abdul Karim Qassim.
De ideas próximas al nacionalismo árabe durante su carrera militar, ar-Rubai ya había destacado por su republicanismo y fue uno de los líderes del golpe de Estado que derribó a rey Faisal II en julio de 1958.
Mientras que el general Abdul Karim Qassim se convertía en primer ministro de Irak, Rubai fue elegido jefe de Estado con el título de Presidente del consejo de la soberanía, pero el régimen de Qassim cuidó que este puesto se limitase en la práctica a funciones de coordinación entre las diversas comunidades religiosas y étnicas del país, privado de todo poder político de consideración.
En febrero de 1963, Qassim fue derrocado por otro golpe de Estado, liderado por el general Abd as-Salam Arif. Ar-Rubai tuvo que retirarse de la política y volvió a la vida civil dedicándose a los negocios.
Ar-Ruba'i murió en 1965.